# Amanzé
Amanzé é uma comuna francesa na região administrativa de Borgonha-Franco-Condado, no departamento Saône-et-Loire. Estende-se por uma área de 11 km². Em 2010 a comuna tinha 185 habitantes (densidade: 16,8 hab./km²).